# Franco Morales
Franco Morales Órdenes (Chile; 30 de junio de 1992) es un jugador de básquetbol chileno que actualmente juega en el ABA Ancud como base, además es parte de la Selección de básquetbol de Chile.

## Trayectoria

### Liceo Mixto
Hizo su debut profesional en el club Liceo Mixto de Los Andes. Llegó a principios del año 2009 al equipo, convirtiéndose en una pieza clave en la defensa de Los Cóndores que jugaron la Dimayor 2009. En esta realiza una excelente campaña con el club tras finalizar primero en la fase regular del torneo. Luego en los play-offs venció con categoría a los clubes Español de Talca y Boston College, para llegar a la final frente al histórico Deportivo Valdivia, que no había perdido ningún encuentro de esos play-offs (3-0 a Universidad Católica y 3-0 a Universidad de Concepción).
En las finales Morales comienza de titular todos los partidos de la victoria de Liceo Mixto por 4-0 sobre el club valdiviano.

### Español de Talca
Luego de su gran año con Liceo Mixto, Franco Morales es comprado por Español de Talca. Con los hispanos juega la recientemente creada Liga Nacional de Básquetbol.  En el comienzo de la liga Español elimina en la fase de play-offs a la Universidad Católica y Sagrados Corazones llega a la primera final de la Liga Nacional.
Tras el título obtenido la dirigencia del club no pudo lograr un acuerdo para extender el contrato con el jugador, dejándolo partir al final del año.

### De vuelta a Liceo Mixto
El año 2011 volvió a Liceo Mixto. El club andino había vuelto a la Dimayor, para disputar la temporada 2011-12 de la liga. Nuevamente Los Cóndores se titularon campeones de la división luego de ganar por 4-2 a la Universidad de Concepción en las finales.
También participó junto con el club en la primera edición de la Copa Chile de Básquetbol. Se coronó campeón del inédito torneo tras vencer en la final al cuadro de Boston College por un marcador de 3-1.

### Tinguiririca San Fernando
Se concretó su llegada al recién creado club Tinguiririca San Fernando en julio del año 2012, para jugar la Dimayor como un club invitado a esta.  En las semifinales del torneo debió enfrentarse a la, que sería a la postre campeón del torneo, Universidad de Concepción. 
El resultado de la llave fue desfavorable para Los Energéticos por 2-1.
El año 2013 la Dimayor dejó de existir para facilitar y dar paso el ingreso de sus clubes a la Liga Nacional, por eso el club se inscribió para jugarla en su edición 2013-14. Tinguiririca integró la Zona Norte de la liga, clasificando en la tercera posición a la Fase Nacional. Nuevamente hizo una gran campaña tras terminar 1° en esta fase con 10 triunfos y 4 derrotas.  En la fase de play-offs se enfrentó a Puerto Varas por las semifinales en las cuales venció por 3-1, clasificando a su primera final en la historia. En esta ronda se midió con el cuadro de Osorno Básquetbol. Tinguiririca comenzó ganando la serie por 86-73 de local en el gimnasio hermanos maristas.  El siguiente partido lo perdieron 82-70, pero luego del aplastante triunfo de visita por 87-58 logró definir la serie de visita en el Monumental María Gallardo por un 90-88, alzando así su primer título nacional.

### Colo Colo
En el año 2014 la rama de básquetbol del club Colo-Colo vuelve a ser activada para participar en la Libcentro.  Fue presentado, junto con el resto del plantel, en un partido amistoso contra el club argentino River Plate, portando la camiseta número 30. Su debut oficial fue en la Libcentro frente al club Providencia, donde consiguió 18 puntos, 4 asistencias y 9 rebotes, después de una irregular libcentro con colo colo logra llegar al repechaje para clasificar a la liga nacional el cual logran ganar. En la liga nacional 2014-2015 logra salir campeón con Colo-Colo , siendo la figura en la final con 17 puntos, en una de las mejores finales de los últimos años ante Castro

### De vuelta a Tinguiririca San Fernando
Ganada la liga nacional con colo colo decide volver a Tinguiririca San Fernando por motivos familiares, en el primer semestre del 2015 se corona campeón de la Libcentro con Tinguiririca San Fernando siendo la figura en el partido final con 27 puntos  y de paso clasifica a la copa chile 2015 la cual pierde ante su ex club.

### Deportes las Animas
El 15 de septiembre de 2016 Franco firma por Club de Deportes Las Ánimas, Donde ha logrado ser campeón de la Liga Nacional de Básquetbol 2017-18, la Supercopa 2019, también en el campo internacional clasificándose al cuadrangular semifinal de la Liga de las Américas 2019 A nivel contractual estará bajo contrato hasta el término de la Liga Nacional de Básquetbol de Chile 2021/22 después de renovar por 4 años el 2018

## Palmarés
- Liga Nacional (4): 2010, 2013-14, 2014-15 y 2017-18
- Dimayor (2): 2009 y 2011-12
- Copa Chile de Básquetbol (1): 2011
- Libcentro (1): 2015
- Liga Dos (2): 2022 - 2023